# Château de Saint-Vidal
Le  château de Saint-Vidal est une forteresse médiévale située dans la commune de Saint-Vidal, dans l'ancien Velay, à environ 7,5 km au Nord-Ouest du centre-ville du Puy-en-Velay, dans le département de la Haute-Loire.
Construit avant le XIIIe siècle il est devenu une imposante forteresse au XVIe siècle avec Antoine II de La Tour Saint-Vidal, c'est l'un des fleurons de l'architecture militaire de l'Auvergne et l'une des forteresses les mieux conservées de la région. Propriété privée, c’est un lieu culturel ou se trouve différents spectacles. Il est également une partie de l’année un hôtel haut de gamme depuis 2022.

## Situation

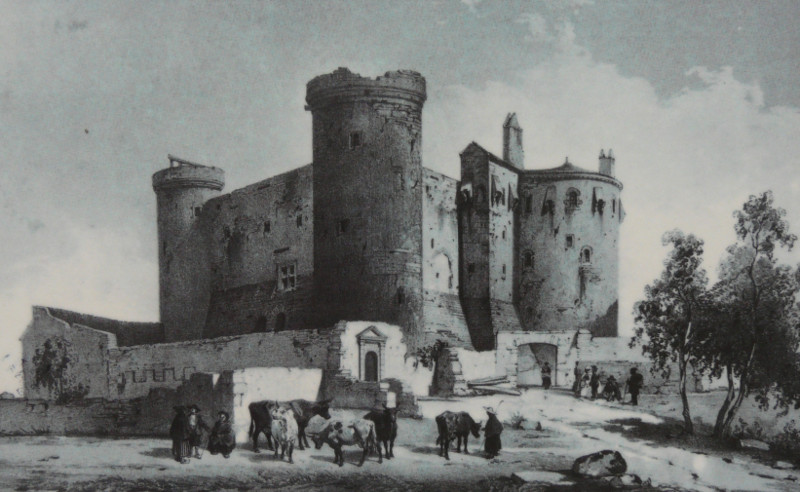
Gravure représentant le château de Saint-Vidal, vers le milieu du XIXe siècle.

Situé à 10 km au nord-ouest du Puy, le château fort de Saint-Vidal est une imposante forteresse dans la vallée de la Borne (altitude : 700 m). La forteresse compense par l'importance de ses défenses la faiblesse de sa position.

## Histoire
La forteresse de Saint-Vidal fait partie des castra (sing. castrum) fortifiés avant le XIIIe siècle dans le Velay médiéval.
La seigneurie de Saint-Vidal est attestée dès la fin XIIIe siècle. En 1300, Guigon de Goudet est seigneur de Saint-Vidal .
Un acte du XIVe siècle relate l'odyssée d'un Hugues de Saint-Vidal, capitaine des bailliages de Velay, Vivarais et Valentinois, fait prisonnier en 1383 par les Anglais durant la guerre de cent-ans, pour lequel une importante rançon fut demandée en échange de sa libération.
La seigneurie de Saint-Vidal passe ensuite à la famille de La Tour, qui avant de s'installer au XIIIe siècle dans les lieux était fixée à Barges.
Antoine II de La Tour Saint-Vidal (†1591), modernisa le château. « Âme de la ligue dans le Velay », il fut nommé gouverneur militaire du Velay et Haut-Vivarais en 1562 par Anne de Montmorency, connétable de France et lieutenant du roi en Languedoc. Plus tard, Henri III le nomme gouverneur et sénéchal du Gévaudan, gouverneur du Velay.

### Pendant les guerres de Religion
Pendant les guerres de Religion le château est renforcé pour l'adapter contre les tirs d'artillerie : de 1563 à 1578 les communs sont fortifiés, les murailles renforcées par des talus, le donjon surélevé, la forteresse parfaitement équipée pour l'utilisation de pièces d'artillerie.
En janvier 1591, Antoine II de La Tour Saint-Vidal est assassiné (ainsi qu'Antoine son lieutenant, et plusieurs de leurs hommes)  par Pierre de la Rodde , sur le pont d'Estroulhas à Espaly. Il laisse de son mariage avec Claire de Saint-Point deux filles, dont Claire de Saint-Vidal, mariée le 1er août 1582 à Claude de Rochefort d'Ailly , qui devient ainsi nouveau seigneur de Saint-Vidal.
Le 12 juillet 1591, une armée d'Henri IV, commandée par Chambaud (chef des Protestants du Vivarais) et le sénéchal de Chaste, vint assiéger la forteresse. Pierre Portal commande la garnison. Se croyant trop faible pour résister, il offre de capituler à la condition toutefois d'avoir l'assentiment du vicomte de Lestrange, chef des ligueurs au Puy. Pour toute réponse, ce dernier jure de faire pendre Portal et ses soldats s'ils mettent bas les armes. Cette menace donne du cœur aux défenseurs de Saint-Vidal, qui repoussent les assaillants. Ceux-ci lèvent le siège au bout de huit jours sans avoir pu exécuter la sentence donnée à Tours par le roi de Navarre : que la maison de Sainct-Vidal seroict desmollye et abbattue pour en perdre toute mémoire. Toujours en 1591, les ligueurs du Puy obtiennent de Claire de Saint-Point, sa veuve, l’autorisation d’en retirer "les 118 charges de poudre ou de boulets qu’il y avait déposées".
Guillaume de Rochefort d'Ally, baron de La Tour Saint Vidal, page de la grande écurie du roi, lègue en 1742 Saint-Vidal à Pierre de Dienne, seigneur de Chavagnac, son cousin germain.
Pierre-Joseph, marquis de Rochefort d'Ally, achète le château en 1748 et le vend vers 1765 à Louis-Augustin Porral, conseiller en la sénéchaussée et siège présidial du Puy. Le château devint ensuite la propriété de l'évêché du Puy-en-Velay.

### Époque contemporaine
Délaissé par le diocèse du Puy-en-Velay, le château est acheté en 1930 par la famille Sahy. Bernard Sahy, qui restaure cet ensemble unique en Auvergne et l'ouvre aux associations, contribue à lui redonner vie.
En 2016, le château est racheté à Bernard Sahy par Vianney Audemard d'Alançon, qui déclare envisager d'en faire la principale attraction touristique d'Auvergne, sur la base de spectacle animé avec le concours de professionnels, d’acteurs et figurants bénévoles
Les aménagements intérieurs du château ont été confiés à Didier Repellin, architecte en chef des Monuments historiques et les aménagements extérieurs, le jardin à François d’Orléans.
À cet effet, il fonde l’association pour la valorisation du Velay, Auvergne et Gévaudan en vue de porter le projet, selon un plan de financement composé de 300 000 euros de subventions octroyées par l'agglomération du Puy, 600 000 euros octroyés par la région Auvergne-Rhône-Alpes et de 300 000 euros octroyés par le département de la Haute-Loire, soit 1,2 million d'euros. Cette association a annoncé une inauguration au mois de juin 2018. La question de la subvention régionale suscite une polémique en 2019,,.
D'autres institutions soutiennent ce projet, comme la famille Dassault à travers le fonds de dotation Jeune et Innovant ou encore la Fondation Michelin. Diverses personnalités comme Stéphane Bern, Lorànt Deutsch et Bernard de La Villardière ont également apporté leur soutien public au projet,.
Au printemps 2022, une partie du château est transformée en hôtel de luxe. Ses sept chambres luxueuses de 20 à 70 m2 et la disponibilité des employés lui valent d'être classé cinq étoiles par Atout France, l’agence de développement touristique français qui octroie les distinctions.

## Description

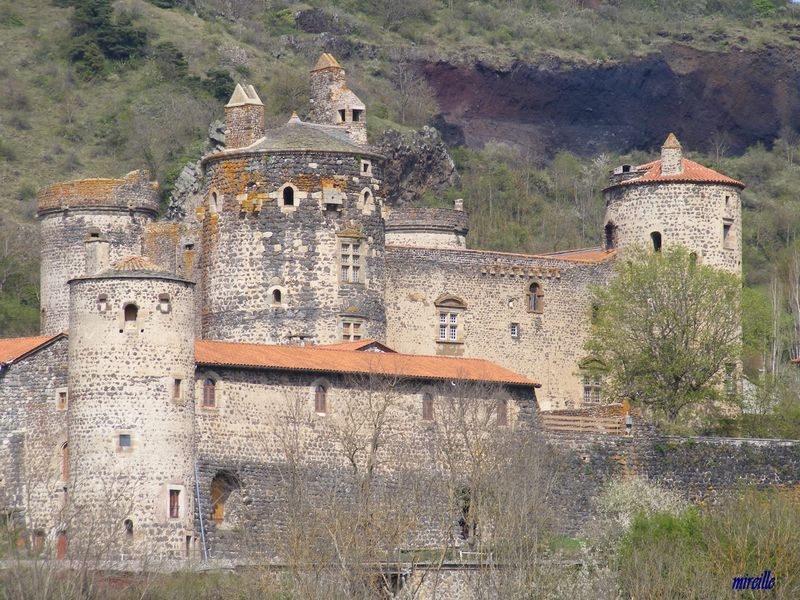
Vue de la forteresse de Saint-Vidal.

Le bâtiment principal, un quadrilatère d'apparence austère, s'organise autour d'une cour intérieure. Trois tours rondes, dont deux couronnées de parapets, remontent au XVe siècle. Antoine II de La Tour de Saint Vidal fit rajouter au XVIe siècle à l'angle sud-ouest une tour donjon d'habitation dont l'étage supérieur, prévu pour la défense, présente un grand nombre de canonnières. Partout des bouches à feu percent des murailles que renforcent d'épais talus. Les différents points de défense utilisent tous les procédés recommandés à l'époque par les traités d'architecture, notamment par l'utilisation de meurtrières adaptées aux différentes armes à feu. Il fit également renforcer les murailles d'un glacis destiné à les rendre résistantes aux tirs de canon, et construire des communs prolongés par une courtine sud. Les travaux furent réalisés de 1563 à 1578.
« Quatre logis, disposés sur plan carré autour d'une cour, sont fortement talutés vers l'extérieur et flanqués aux angles de quatre tours rondes. L'une d'elles, qui est plus grosse, fait fonction de donjon ; elle est munie de bretèches de couronnement et accostée d'un appendice rectangulaire. Des canonnières largement évasées battent l'approche au ras du sol et à divers niveaux. La cour est bordée sur trois côtés d'une galerie de cloîtres voûtés d'ogives. Des braies, également flanquées, clôturent une basse-cour, dans laquelle est bâtie, au haut du château et devant l'accès, l'ancienne chapelle castrale devenue église paroissiale ». La tour maîtresse qui commande l'accès au château possède en partie haute une salle d'artillerie sur plancher souple.

## Personnalités liées au château
- Antoine II de La Tour Saint-Vidal
- Jean-Joseph d'Apchier
- Famille de Rochefort d'Ailly
- Famille de La Tour de Saint-Vidal
- Vianney d'Alançon, propriétaire du château depuis 2016.

## Classement
La forteresse est entièrement classée au titre des Monuments historiques depuis 1958 ; l'enceinte est inscrite depuis 1991.